# عبدالرحمان محمد العطاردی
امام ابوعبدالله عبدالرحمن بن محمدالعطاردی از شاعران دوره محمود غزنوی است. هدایت در شرح حال او نوشته است که «گویند از هد و امجد شعرای آن عهد است.»
از اشعار او چند بیت در دست است و در همهٔ آنها دقت خیال و رقت احساسات دیده می‌شود.

## نمونه شعر
| سیلی دارم به رخ بر از خون جگر |  | ان رو که مژگان تو را بینم تر |
| ای چون شکر شکسته از پا تا سر  |  | مگری که تباه گردد از آب شکر  |
|                               |  |                              |

| شد یار و مرابه بوسه خشنود نکرد |  | پرسش ننمود و نیز بدرود نکرد  |
| آن آتش افروخته جز دود نکرد     |  | بر عشق بتان هیچ کسی سود نکرد |